# دييغو دي ألماغرو
كان دييغو دي ألماغرو (بالإسبانية: Diego de Almagro، تلفظ بالإسبانية: ‎/ˈdjeɣo ðe alˈmaɣɾo/‏) (وُلد في عام 1475 تقريبًا – توفي في الثامن من يوليو من عام 1538)، يُعرف أيضًا باسم إيل أديلانتادو وإيل فييخو، كونكيستدورًا إسبانيًا اشتُهر بمآثره في غرب أمريكا الجنوبية. شارك مع فرانثيسكو بيثارو في الفتح الإسباني للبيرو. في الفترة التي جرى فيها إخضاع إمبراطورية الإنكا، وضع حجر الأساس لمدينتي كيتو وتروخيو بوصفهما مدينتين إسبانيتين في الإكوادور والبيرو الحاليتين على التوالي. قاد ألماغرو أول حملة عسكرية إسبانية من البيرو إلى تشيلي الوسطى. بالعودة إلى البيرو، اندلع نزاع طويل الأمد مع بيثارو حول السيطرة على عاصمة الإنكا السابقة، كوسكو، إلى حرب أهلية بين فريقين من الكونكستدورات. في معركة لاس ساليناس في عام 1538، هُزم ألماغرو على أيدي الأخوة بيثارو وأُعدم بعد أشهر.

## السنوات الأولى

درع دييغو دي ألماغرو

ما زالت أصول دييغو دي ألماغرو مُبهمة. وُلد في عام 1475 في قرية ألماغرو، في ثيوداد ريال، حيث حصل على كنيته من كونه الابن غير الشرعي لخوان دي مونتينيغرو وإلفيرا غيتيريث. بغية الحفاظ على شرف الأم، أخذ أقرباؤها رضيعها ونقلوه إلى بلدة بولانوس دي كالاترافا المجاورة، ونشأ في هذه
البلدة وفي ألديا ديل ري، التي تديرها سانشا لوبيز ديل بيرال.
عاد إلى ألماغرو وقتما بلغ الرابعة من عمره، ليصبح تحت وصاية خال له اسمه هيرنان غيتيريث إلى أن بلغ الخامسة عشر، حيث هرب من المنزل بسبب قسوة خاله. ذهب إلى منزل أمه، التي كانت تعيش مع زوجها الجديد وقتها، ليقص عليها ما حدث وليخبرها أنه سيسافر حول العالم، طالبًا منها بعض الخبز لمساعدته على العيش في خضم هذا البؤس. منحته أمه، ملتاعةً، قطعة من الخبز وبعض العملات المعدنية وقالت: «خذ يا بني، ولا تضغط عليّ أكثر من ذلك، واذهب، وليساعدك الله في مغامرتك».
ذهب إلى إشبيلية، وربما بعد أن احترف السرقة ليعيش، أصبح الصبي «كريادو» أو خادمًا ورباه الدون لويس دي بولانكو، الذي كان واحدًا من محافظي الملكان الكاثوليكيان الأربعة ومستشارهما لاحقًا، وكان محافظ المدينة. أثناء تأديته مهامه بصفة خادم، طعن ألماغرو خادمًا آخر بسبب بعض الخلافات، وسبب له إصابات خطيرة لدرجة أنهم حرضوا على إقامة محاكمة ضده.
نظره لكونه مطلوب للعدالة، تمكن الدون لويس دي بولانكو، مستخدمًا نفوذه، من حمل الدون بيدرو آرياس دي أفيلا على السماح له بركوب واحدة من السفن التي قدر لها الذهاب إلى العالم الجديد من ميناء شلوقة. طالب بيت التجارة الرجال المتوجهين لعبور الأطلسي بأن يحملوا أسلحتهم، وملابسهم، ومعدات الزراعة الخاصة بهم، وقد زود الدون بولانكو خادمه بذلك.

## وصوله إلى أمريكا

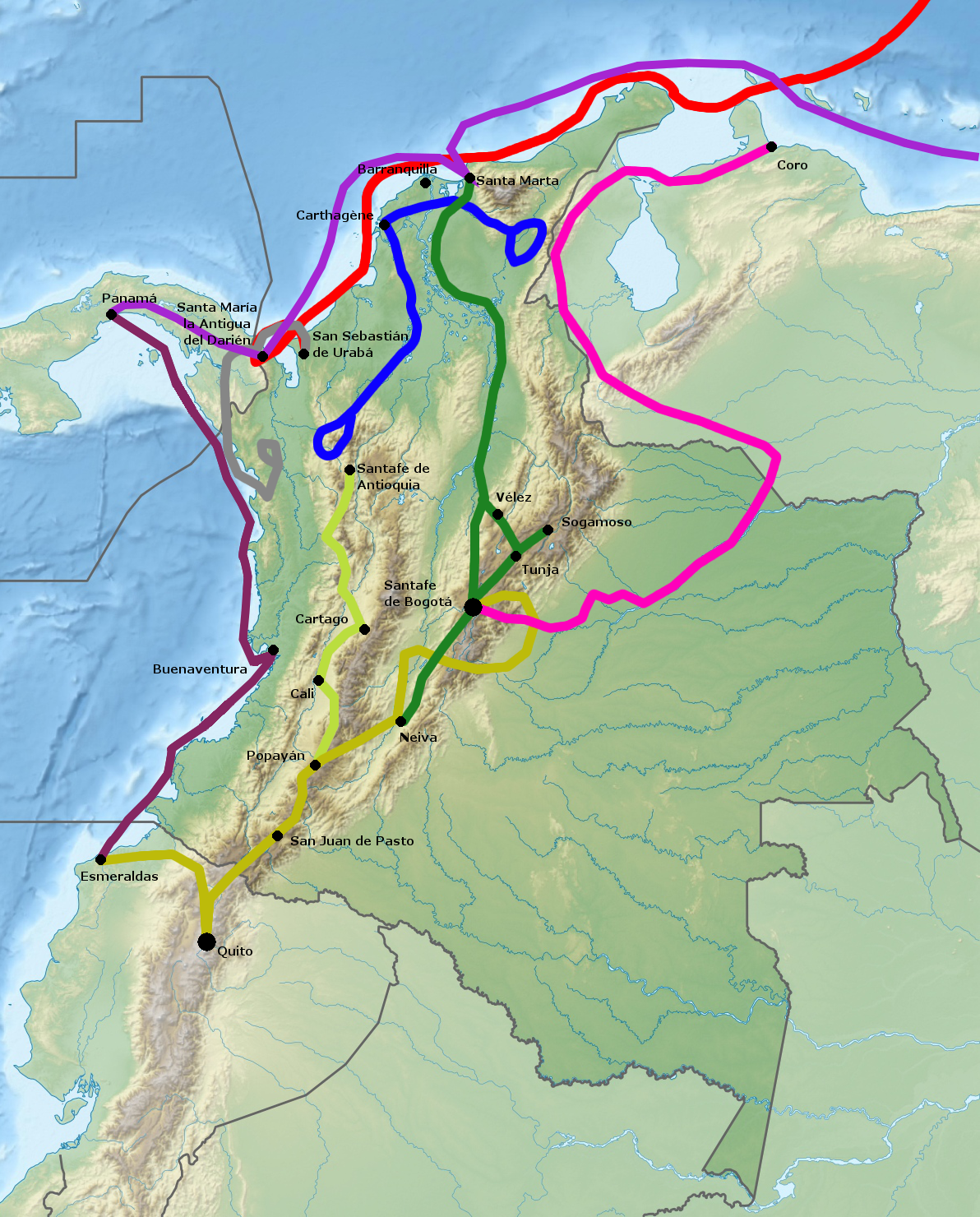
خريطة غزو كولومبيا، مع الطريق الذي اتبعه دييغو دي ألماغرو باللون الأرجواني (من بنما إلى إزميرالداس)

وصل دييغو دي ألماغرو إلى العالم الجديد في يوم 30 يونيو من عام 1514، ضمن البعثة التي أرسلها فرناندو الثاني تحت إشراف بيدرو آرياس دي أفيلا. هبطت البعثة مدينة سانتا ماريا لا أنتيغوا ديل داريين، بنما، حيث كان قد نزل بالفعل العديد مِن مَن صاروا كونكيستدورات بعدها، ومن بينهم فرانثيسكو بيثارو.
لا يوجد الكثير من التفاصيل حول نشاطات ألماغرو خلال هذه الفترة، لكن من المعروف أنه رافق عدة بحارة غادروا مدينة داريين بين عامي 1514 و1515. عاد ألماغرو في نهاية المطاف إلى داريين واستقر فيها، حيث مُنح إقطاعية. بنى منزلًا وكسب عيشه من الاشتغال بالزراعة.